# У червні 41-го (фільм, 2008)
«У червні 41-го» (рос. «В июне 41-го») — білоруський художній фільм 2008 року режисера Олександра Франскевича-Лайє за мотивами повісті Олега Смирнова «Червень».

## Сюжет
Червень 1941 року. Ситуація на радянській прикордонній заставі «Дамба» в західній Білорусі, куди повертається з короткострокового звільнення лейтенант Іван Буров, з кожним днем стає все більш загрозливою: прикордонний загін, оточений наступаючими німецькими військами, не знаходить підтримки серед місцевого населення — поляків, які восени 1939 зазнали нападу з боку СРСР. На додачу дід коханої дівчини Бурова — польки Ханни — ненавидить росіян, а особливо — радянських військових...

## У ролях
- Сергій Безруков
- Павел Дельонг
- Магдалена Гурська
- Ростислав Янковський
- Володимир Янковський
- Михайло Калиничев
- Олександр Франскевич-Лайє
- Олеся Пухова
- Рафаель Мукаєв
- Віталій Безруков
- Олег Коц
- Леонід Улащенко
- Джульєтта Герінг
- Катерина Вежновець
- Ігор Сігов
- Іван Павлов

## Творча група
- Сценарій: Сергій Ашкеназі, Станіслав Говорухін
- Режисер: Олександр Франскевич-Лайє
- Оператор: Микола Івасів
- Композитор: Олександр Зацепін, Володимир Сивицький